# Zimiris doriai
Zimiris doriai là một loài nhện trong họ Gnaphosidae.
Loài này thuộc chi Zimiris. Zimiris doriai được Eugène Simon miêu tả năm 1882.